# Monty Waters
Monty Waters (Modesto (Californië), 14 april 1938 – München, 23 december 2008) was een Amerikaanse jazzsaxofonist.

## Biografie
Waters kreeg zijn eerste muzikale opleiding van zijn tante en speelde aanvankelijk in de kerk. Na zijn afstuderen was hij lid van rhythm-and-bluesbands. Eind jaren 1950 was hij met musici als B.B. King, Lightnin' Hopkins, Little Richard en James Brown op tournee. In San Francisco speelde hij met King Pleasure en in de vroege jaren 1960 leidde hij een late night-sessie bij Club Bop City. Daar kwam hij in contact met musici als Miles Davis, John Coltrane, Art Blakey, Red Garland en Dexter Gordon, die na hun concerten deze club bezochten. Hij vormde ook een bigband met Pharoah Sanders, Dewey Redman en Donald Garrett. In 1969 verhuisde hij naar New York en ging op concerttournee met Jon Hendricks.
In de jaren 1970 was hij mede-oprichter van Loft Jazz en speelde hij met musici als Sam Rivers, Joe Lee Wilson en Rashied Ali, maar ook met Charlie Persip, Billy Higgins, Woody Shaw en Cedar Walton. Net als tal van andere jazzmuzikanten migreerde hij in de jaren 1980 naar Parijs, waar hij samenwerkte met Chet Baker, Pharoah Sanders en Johnny Griffin. Via Mal Waldron en Marty Cook kwam hij vervolgens naar München, waar hij vele jaren in het gedeelde appartement van Embryo woonde en vanwaar hij ook naar Spanje, Italië, Oostenrijk, Frankrijk, Hongarije, Polen, Tsjechië, Slowakije, Israël en Rusland reisde (inclusief Siberië) voor concerten. Waters bleef samenwerken met musici als Paulo Cardoso, Tom Nicholas, Götz Tangerding, Hannes Beckmann, Suchredin Chronov en Joe Malinga en leidde zijn eigen bands. Waters, die in zijn laatste jaren ook actief was als componist en zanger, trad zowel op met Embryo als in een duet met de gitarist en violist Titus Waldenfels uit München.

## Overlijden
Monty Waters overleed in december 2008 op 70-jarige leeftijd.

## Discografie

### Als leader
- The Black Cat (Whynot, 1975)
- Hot House: Live in Paris Duc de Lombards Vol. 1 (met Larry Porter, Stafford James, Ronnie Burrage)
- New York Calling: Live in Paris Vol. 2 (met Larry Porter, Stafford James, Ronnie Burrage, Tom Nicholas)
- Jazzoetry (met Paulo Cardoso en Tom Nicholas)
- Monty Waters & Titus Waldenfels: Favourite Things
- Monty Waters & Titus Waldenfels: Full Blast (met Jürgen Schneider)
- Monty Waters & L'ubo Samo Quintet: Moonlight in Slovakia (met Titus Waldenfels)
- Embryo : Turn Peace
- Götz Tangerding Trio feat. Sheila Jordan: Jazztracks

### Als sideman
Met Billy Higgins
- 1979: The Soldier (Red)

Met Joe Lee Wilson
- 1976: Shout for Trane

Met Sam Rivers
- 1974: Crystals

Met Ronnie Boykins
- 1975: The Will Come, Is Now

- Bibliothèque nationale de France: cb139490693 (data)
- Gemeinsame Normdatei: 13466132X
- International Standard Name Identifier: 0000 0000 5515 3670
- Library of Congress Control Number: n2007021893
- MusicBrainz: bb20524b-e4a5-4afc-8e95-aeb6ede04a12
- Virtual International Authority File: 2662289
- WorldCat: E39PBJdWWcY646Y44C9gq6jV4q